# L'Institut des hautes études en arts plastiques
L'Institut des hautes études en arts plastiques var en exklusiv vidareutbildningsskola för konstnärer i Paris under 1980-talet och början av 1990-talet. Inriktningen var undersökningar i samtidskonst på olika teman. Verksamheten återupptogs 2012.
Staden Paris under borgmästaren Jacques Chirac uppdrog 1985 åt Pontus Hultén att grunda och driva en exklusiv konstnärsskola vid rue du Temple i Marais-kvarteren i Paris. Förebilderna var Bauhaus i Weimar i Tyskland 1919–1933 och Black Mountain College i North Carolina i USA 1933–1957.
Varje år hade skolan ett tema under en huvudlärare, till exempel “Konstens landskap” 1988/89 under Pontus Hultén.
Skolan tog mellan 1988 och 1995 emot omkring 20 franska och utländska elever per år för en vistelse under ett studieår. Sammanlagt hade skolan under sina sju studieår 165 elever. Svenska elever som gått där är Jan Svenungsson 1988–1989, Sophie Tottie 1989–1990 och Anna Selander 1992–1993. Från Danmark var Henrik Plenge Jakobsen elev 1992–1993 och från Finland Marianna Uutinen 1991–1992 och Tiina Ketara 1992–1993. 
Skolan höll till i olika lokaler genom åren: Palais de Tokyo, Musée d’Art Moderne de la Ville de Paris samt i Hôtel de Saint-Aignan på rue du Temple i Maraiskvarteren, numera Musée d'art et histoire du Judaïsme.
Skolans fasta lärare var, förutom Pontus Hultén, kritikern Serge Faugereaux, konstnären Daniel Buren och skulptören Sarkis Zabunyan. Dessutom medverkade ett stort antal andra lärare.

## Omstart
Undervisningen i skolan återupptogs 2012 under samma namn, men med en tvåårig kursplan.[källa behövs]